# 瑞典教区旧址

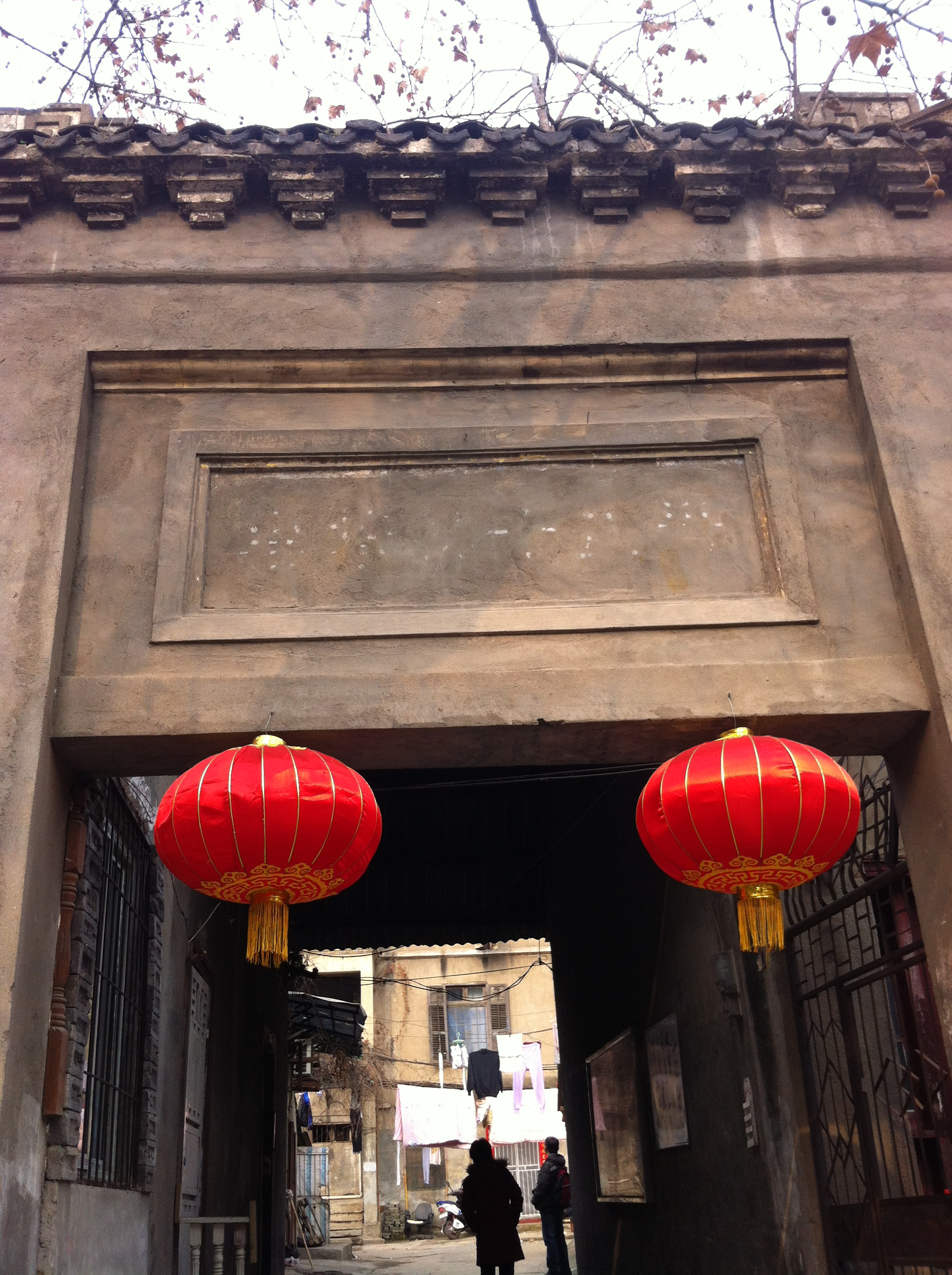

瑞典教区旧址是中国湖北省武汉市的一处历史建筑，位于武昌区昙华林92-108号。这条街拥有众多的武汉市优秀历史建筑，瑞典教区旧址是其中一处。
瑞典教区旧址建筑群建于1890年。这一年，瑞典行道会派遣韩宗盛等4人前往武昌，开始在昙华林中段的螃蟹岬南麓，兴建其在中国的传教基地，包括真理堂、主任牧师楼、真理中学，风格为北欧风格或殖民地式外廊建筑。1936年，瑞典行道会传教士夏定川来汉，兼任瑞典驻武汉领事，这里设立了瑞典领事馆，是武昌唯一的外国领事馆。1952年，瑞典行道会外籍人员离开武汉。